# Cervera (linaje)
Cervera es un linaje de la aristocracia militar  que tuvo lugar cuando el capitán Galceran Yolt conquistó la ciudad de Cervera en el año 733. Tras este hecho sus descendientes tomaron el apellido de Cervera al ser nombrados castellanos del Castillo de ese nombre, siendo descendientes de los señores de los castillos de Ferran, Malacara y Sant Esteve (denominado posteriormente de Castellfollit de Riubregós) en la alta Segarra.  
El primer Cervera del que se tiene constancia en los registros es Hugo Dalmau de Cervera, quien en el año 1038 ya aparece como dueño del Castillo de Cervera. Pese a que este fue el primer registro, se conoce que el apellido se originó en el siglo VIII, siendo llevado entonces por los descendientes directos de Galceran Yolt. 

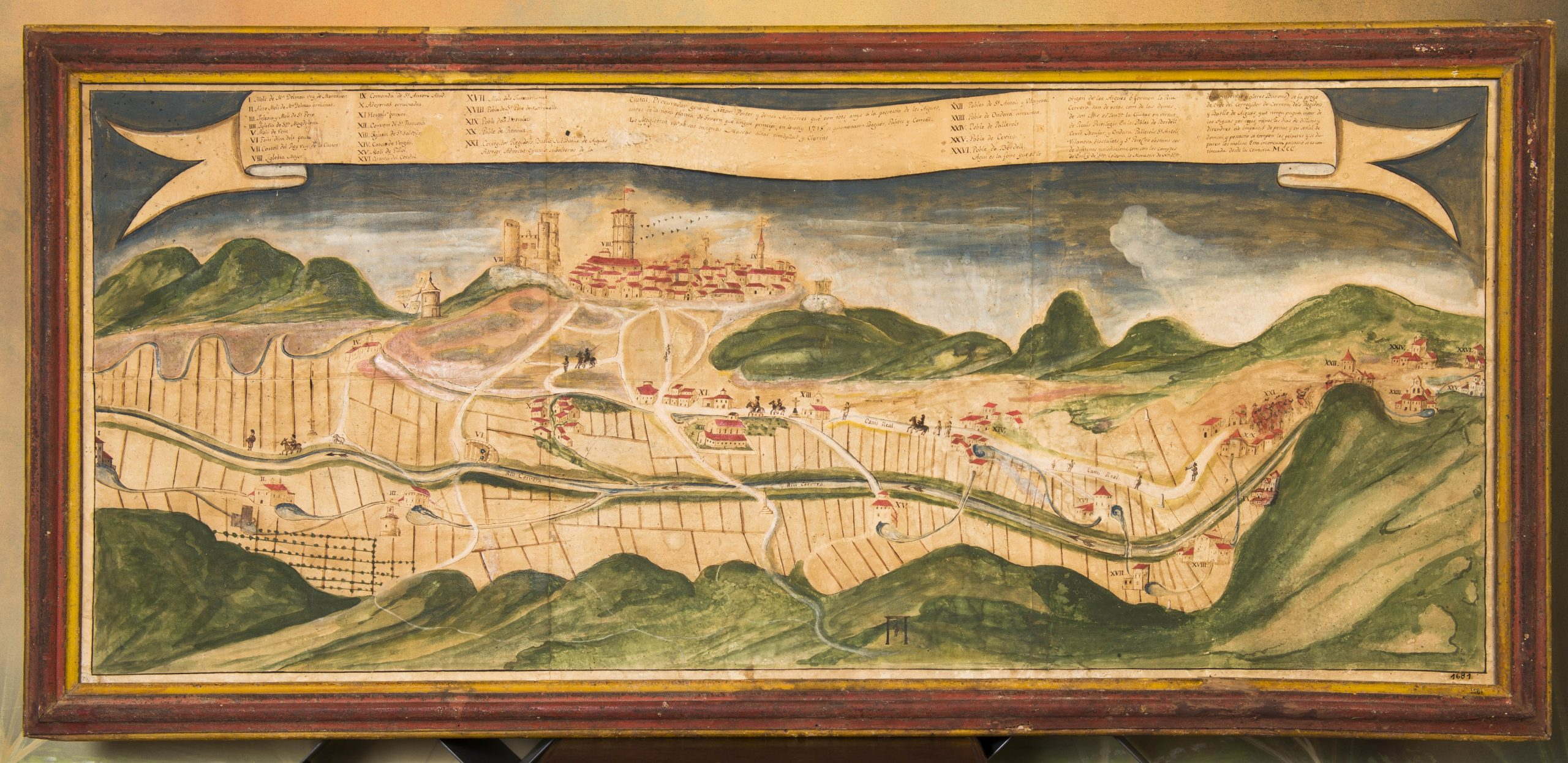
Vista de Cervera (1681)

## Antecedentes
- Isarn, señor de los castillos de Ferran, Malacara y Sant Esteve
- Dalmau, señor de los castillos de Ferran, Malacara y Sant Esteve

## Línea troncal de Cervera; después Vizcondes de Bas y más tarde Jueces de Arborea
- Hugo Dalmau de Cervera (el 1038 ya aparece con el apellido Cervera)

- Ponce I de Cervera casado con  Beatriz de Bas, vizcondesa de Bas
- Pedro I de Cervera (Pedro I de Bas, pariente no directo del anterior)
- Pedro II de Cervera (Pedro II de Bas, hijo de Ponce de Cervera)
- Ponce II de Cervera (PonceII de Bas) (hermano del anterior)
- Ponce III de Cervera (hijo del anterior)
- Hugo I de Cervera (Hugo I de Bas)
- Hugo I de Arborea (Hugo II de Bas) (Hugo II de Cervera) (el gobierno del vizcondado de Bas pasa a los hermanos Regentes)
- Pedro II de Arborea (Pedro III de Bas) (Pedro III de Cervera)
- Mariano II de Arborea
- Juan de Arborea
- Mariano III de Arborea
- Hugo II de Arborea
- Mariano IV de Arborea
- Hugo III de Arborea
- Elionor de Arborea
- Frederic I de Arborea
- Mariano V de Arborea

* El Juzgado de Arborea pasa a los Narbona

### Sub-rama de regentes del Vizconcado de Bas
- Regente 1155-1195 Ponce III de Cervera (PonceIII de Bas)
- Regente 1195-1198 Pedro II de Cervera (Pedro II de Bas)

## Rama de Granyanella
La rama de Granyanella se inició con Berenguer I de Cervera, señor de Granyanella y de Vilagrasseta, y probablemente emparentado con la rama troncal de los Cervera. Se extinguió con sus bisnietos Berenguer III de Cervera, muerto después del 1230 y Arnau II de Cervera, muerto después del 1250. 
- Berenguer I de Cervera
- Berenguer II de Cervera
- Arnau I de Cervera
- Berenguer III de Cervera
- Arnau II de Cervera

## Rama de Juneda, Castelldans y Gebut
La rama de Juneda, Castelldans y Gebut se inició con Guillermo I de Cervera, castellano de Cervera, y probablemente emparentado con la rama troncal de los Cervera. La rama finalizó con Guillermo VI de Cervera, quien murió joven y sin descendencia luchando en Cerdeña. El 1336 el patrimonio pasó a los Vizcondes de Vilamur.
- Guillermo I de Cervera
- Guillermo II de Cervera
- Guillermo III de Cervera
- Guillermo IV de Cervera
- Guillermo V de Cervera
- Ramón I de Cervera
- Ramón I de Cervera
- Guillermo VI de Cervera

* Pasa a los vizcondes de Vilamur

### Sub-rama de Gebut y Algerri
La sub-rama de Gebut y Algerri se originó de la rama de Juneda, Castelldans y Gebut por medio del segundo hijo de Guillermo II de Cervera, Ramón de Cervera. El hijo de este, Jaume de Cervera, murió sin hijos varones y su hija, Adolça de Cervera, se casó con Pedro de Ayerbe, barón de Ayerbe e hijo bastardo del rey Jaume I de Aragón: 
- Guillermo II de Cervera
- Ramón de Cervera (señor de Gebut)
- Jaume de Cervera (señor de Gebut)
  - Adolça de Cervera, casada con Pedro I de Ayerbe
  - Pasa a los Barones de Ayerbe

## Linaje Cervera (Actualidad)
En la actualidad el impacto social del linaje Cervera es evidente. Se suele identificar con el binomio Cervera/Marina, quizás porque la figura de su antepasado Pascual Cervera y Topete ha trascendido más allá de la historia de España, y se le ha asociado como el símbolo y el ejemplo del cumplimiento del deber. Los Cervera se han proyectado en el marco social de su tiempo a través de diversas profesiones y actitudes; en una proyección que ha trascendido fronteras y caminos ya sea en el ámbito militar, como en tareas diplomáticas, o como ingenieros, abogados, médicos, religiosos, economistas, y artistas. (eje. Carmen Cervera, (Tita Cervera) desde 1985 baronesa Thyssen, Hansel Cervera, Pastor Cervera, etc)